# Котельва (селище)
Котельва́ — селище в Україні, у Полтавському районі Полтавській області, адміністративний центр Котелевської селищної громади. Розташоване на річці Котелевка та Орішні. Поселення виникло навколо Котелевської фортеці, збудованої на початку XVII століття для захисту східних кордонів Речі Посполитої від нападів московитів.
За часів Гетьманщини Котельва — сотенне місто Гадяцького, Полтавського, Зіньківського та, через підступи московських воєвод, Охтирського полків. У другій половині XVIII століття Котельва перетворилася на один із центрів чумацького промислу на Лівобережжі Дніпра.

## Географічне розташування
Селище Котельва знаходиться у північно-східній зоні лісостепу, на лівому березі річки Ворскла в місці впадання в неї річок Котельва та Котелевка. За 0,5 км від селища розташоване село Млинки. Через селище проходить автомобільна дорога Н12. Відстань до обласного центру — Полтави — 66 км, а до найближчої залізничної станції у місті Охтирці Сумської області — 35 км.

## Історія
На околицях Котельви виявлено два поселення XII—Х ст. до Різдва Христового. Археологічні знахідки належать до Бондарихинської культури.

### Козацькі часи
Котельва — одне з найбільш ранніх поселень лівобережної Гетьманщини. Виникнення населеного пункту відносять до середини
XVI ст., і лише в 1709 р. тимчасово включено до складу Слобожанщини. Тож поява нового населеного пункту на Лівобережжі заклала його розвиток як на політичній, так і на релігійній арені.
У письмових джерелах Котельву вперше згадано 1582 у донесенні Гетьману Скалозубу про напад на неї загонів Кримської держави.
1638 жителі містечка вперше виступили проти польської влади у військах гетьмана Півторакожуха (Півтора-Кожуха).
За 10 років, під час визвольної боротьби українського народу (1648–1657), котелевці брали участь у битвах під проводом Богдана Хмельницького. Містечко в цей час перебувало в полках Гадяцькому (1648—1649), Полтавському (1649—1654), Зіньківському (1661—1662), Гадяцькому (1672—1709).
У 2-й половині XVII — у 1-й половині XVIII століть Котельва була однією з фортець, що захищали Україну від атак кримських і ногайських військ.
1668-го, під час Антимосковського повстання, містечко стало місцем запеклих боїв козацтва супроти військ Ромодановського.
У січні 1709 шведський король Карл XII, взявши в облогу Котельву, помилував місто на прохання старшини і населення. Трохи згодом підступом містечко потрапило під пряму юрисдикцію Московії, ввійшовши до складу Охтирського слобідського полку Слобідської України, але в церковному відношенні залишилося у складі Київської митрополії, а не Білгородської єпархії Московської церкви.
Згодом Котельва має 2 сотні, 1718 капітально відбудували фортецю; відтоді у військових справах вона (і містечко) були підвладні Київському військовому губернатору, у церковних — Київському митрополиту, а в цивільних — Білгородській провінційній канцелярії.
1722 Охтирський полк виключений з Київської губернії і ввійшов до складу Військової колегії. На час перепису 1726 року у Котельві налічувалося дві сотні, до яких було записано відповідно 98 і 103 виборних козаків (компанійці) і 129 підпомічників. У цей саме час у Київській Лаврській іконописній майстерні навчався уродженець сотенної Голінки Петро Рогуля, який, повернувшись до Котельви, відкрив іконописну школу.
За даними перепису на 1732 у Котельві налічувалося 1 060 дворів, у яких мешкало 3 877 чоловіків. За соціальним станом населення розподілялося так: сотників — 2, підпрапірних — 19, козаків — 1 178, підпомічників — 2 400, сусідів — 133, також мешкало духовенство, незначна кількість робітників.
1743 проведено черговий перепис населення. На той час у Котельві нараховувалося: військових — 187, статських — 30, колишньої козацької старшини — 29, духовенства — 153, військових обивателів — 8 433, підданих черкас — 190, монастирських підданих — 27 чоловік. Містечко мало власну печатку з гербом: у щиті — хрест, поставлений на півмісяці
Починаючи з 2-ї половини XVIII століття, Котельва стала осередком чумацтва на Слобожанщині — чимало колишніх козаків поробилися чумаками, землевласниками, обзавелися млинами, зайнялися винокурінням. Містечко в цей час стало центром однойменного комісарства. У зв'язку з реорганізацією слобідських полків у регулярні (1765) Охтирський спочатку на деякий час став уланським, а потім гусарським. У ньому, крім іншого, відбували службу і котелевці.
В описі, надісланому Котелевським комісарським правлінням до Охтирської провінціальної канцелярії за 1768 рік, зазначається, що в Котельві 7 дерев'яних церков, будинків: комісарський — 1, попівських з причтом — 29, різночинців — 70, гусарських — 15, обивательських — 1039; у містечку налічувалося 33 вулиці і провулки. Козацька старшина, діставши дворянські звання, активно скуповувала землі, млини, винокурні, жорсткіше експлуатувала найману робочу силу.
Наприкінці 1770-х — поч. 1780-х років кількість храмів залишалась сталою (7). Так, у «Исповедной Росписи Зеньковской и Опошнянской протопопии 1778 г.» є ті сім храмів: Миколаївський, Преображенський, Різдва Пресвятої Богородиці, Успіння Пресвятої Богородиці, Трьох Святительський, Свято-Троїцький, Покровський.

### Російська імперія
У період з 1780 до 1796 року Котельва входила до складу Краснокутського повіту Харківського намісництва.
Починаючи від 1797 року Котельва була слободою Охтирського повіту Слобідсько-Української, а з 1835 року — Харківської губернії.
1812 у слободі відкрилось сільське училище, був освячений цегляний Троїцький храм.
Станом на 1868 рік у Котельві було 7 церков: Вознесенська, Покровська, Троїцька, Мироносицька, Спаська і Всіхсвятська (у тому числі муровані — Троїцька і Спаська). Щороку в слободі проходили 4 ярмарки.
Земельна реформа, що розпочалася у 1864 році, принесла позитивні зміни в життя Котельви — земства (органи місцевого самоврядування), які утворилися невдовзі, почали опікуватися розвитком початкової освіти, медицини, шляховим господарством тощо.
Із зародженням місцевого капіталізму розвиваються промисловість і ремесла, водночас пожвавлюється соціальна, освітня і культурна сфери. Так станом на 1886/87 роки діяли 3 навчальні заклади — двокласне зразкове і народне однокласне училища, сільська школа для дівчат. У 1880 році в Котельві вже діяла лікарня. Культурне і громадське життя країни визначали серед інших і вихідці з Котельви — поет, драматург і перекладач М. Гнедич, лікар П. П. Гнедич, мистецтвознавець і культурний діяч А. М. Матушинський, утримувач приватного пансіону (на правах гімназії) І. О. Сливицький, белетрист Г. С. Піхотинський; наприкінці XIX століття помітною фігурою у суспільстві став котелевець історик і журналіст Д. Міллер.
Попри загальний рівень зростання населення, його добробуту і освіченості, у Котельві станом на початок XX століття промисловість і технічний прогрес були розвинені відносно слабо. Тож перші 15 років нового (ХХ) століття позначені особливим піднесенням економічного, соціального і культурного розвитку Котельви. Цьому сприяли низка новостворених організацій і підприємств: Котелевське товариство сільського господарства (1907), Котелевське товариство споживачів, Котелевське друге кредитове товариство, телефонна мережа Охтирка—Котельва—Краснопілля (1913). Ці успіхи вплинули на розвиток медицини й освіти — на початку 1908 року в слободі відкрився другий корпус земської лікарні, а в 1912 році було відкрито реальне училище.
Перша світова війна уповільнила розвиток Російської імперії, у тому числі і Котельви.

### Визвольний рух
Зречення царя Миколи престолу і перехід влади до рук Тимчасового Уряду у Котельві сприйняли відносно спокійно. Невдовзі населення було збурене і розколоте нерішучими діями центрального уряду, і майже одночасною появою в Котельві агітаторів Центральної ради та більшовиків.
У січні 1918 року фронтовики С. Ковпак, Г. К. Бородай, Т. С. Підвальний почали чинити збройний напад на Котелевську волосну управу, захопили пошту і вперше проголосили радянську владу. Радикальні дії з боку створеного більшовиками ревкому спричинили несприйняття нової влади з боку частини населення і навіть його відтік з Котельви. Обурені котелевці спробували чинити опір, та він був жорстко придушений. Коли ж до Котельви підійшли австро-німецькі війська і гайдамаки Українського Уряду гетьмана Скоропадського, червоногвардійський загін відступив до Охтирки.
Нова влада, попри певні успіхи у розв'язанні національних і соціальних питань, спиралась на поміщиків, що підірвало її авторитет. Крім того, її роботі перешкоджав новостворений партизанський загін. Тому коли в січні 1919 року австро-німецькі війська відступили з Котельви, більшовики досить швидко відновили владу.
Однак вже у липні їхні загони не витримали натиску денікінців і знову залишили Котельву. Були захоплені і розстріляні голова ревкому А. В. Радченко та його заступник Г. З. Кашуба. Фактично це був останній наліт біляків на Котельву, і війна у цих місцях практично завершилась. Більшовики знову прийшли до влади, розпочалась масова націоналізація земель і продрозкладка.

### Радянський період
Від березня 1923 року Котельва стала районним центром, який відноситься спочатку до Охтирської, а згодом до Богодухівської округи Харківської губернії. Рівно через рік район знову був включений до Охтирського округу.
У квітні 1925 року, у зв'язку з переходом на триступеневу систему управління, Котелевський район переданий до Полтавської округи. У липні 1930 року Котелевський район був розформований, і Котельва передана до Опішнянського району. 9 лютого 1932 року ВУЦВК прийняв постанову «Про утворення областей на території УРСР», згідно з якою Котельва увійшла до складу Харківської області.
Радянська влада взялася жорстко за колективізацію й розправу з незгодними. З осені 1932 року по липень 1933 року Котельва, як і решта окупованої України, була піддана терору голодом. Під час проведеного радянською владою Голодомору 1932—1933 років померло щонайменше 36 жителів селища. У цей же час комуністи руйнували котелевські церкви та організовували депортації козацьких родів.
У серпні 1939 року створений Котелевський район з центром у Котельві — тоді тут проживало 14 833 жителі (на 5 460 менше ніж у 1926). Почалась активна розбудова району — запрацювала філія Державного банку, з'явилися перші передовики виробництва, розпочалася радіофікація населеного пункту.
9 жовтня 1941 р. Котельва була окупована німецькими військами. 9 (за ін. д. — 11) вересня 1943 радянські війська вигнали нацистських окупантів.
Комуністи знову організували голод. Попри обіцянки, повернули колгоспи, а 1946 у місті вже були перші випадки голодної смерті.
На початку 1950-х вели цивільне будівництво, лаштували промислові підприємства; від 1954 в околицях Котельви велися геологорозвідувальні роботи — знайдено поклади нафти та природного газу.
На початку 1960-х років у зв'язку з укрупненням сільських районів, Котелевський район був ліквідований, а його територія відійшла до Диканського та Зіньківського районів, що спричинило швидкий занепад села. Лише груповий лист на ім'я Першого секретаря ЦК КПРС М. Хрущова з аргументацією доцільності відновлення району, допоміг це досягти — 4 січня 1965 року знову був утворений Котелевський район, що стало відправним пунктом відродження райцентру (у 1968 році розпочато газифікацію комунальних будинків, у 1969 здано в експлуатацію дорогу з твердим покриттям між Котельвою і Пархомівкою). Ще більшого імпульсу розвитку Котельви надало присвоєння їй у 1971 році статусу селище.
У 1970—80-х роках тривала розбудова Котельви — розпочато будівництво підвідного газопроводу високого тиску Рибальське—Котельва (1972), здійснювалась електрифікація і капітальне будівництво житлових, соціальних і промислових об'єктів. У 1975 році зменшилась кількість колгоспів у Котельві, а 1987 року було створено Котелевське міжгосподарське об'єднання по агротехнічному та виробничому обслуговуванню господарств «Сільгоспхімія».
На 1990 рік у Котельві було 4 колгоспи, швейна фабрика “Прогрес”, райсільгосптехніка, партія розвідувального буріння, ремонтно-транспортне підприємство, цех з переробки деревини, цех Полтавського міськмолокозаводу, хлібокомбінат та інші підприємства. Галузь освіти також потроху розвивалася: працювали 2 середні школи, 3 восьмирічних, 1 початкова школа, дитяча музична школа та філіал Зіньківського профтехучилища.
У Котельві працювала лікарня на 200 місць, поліклініка, поштамт з 3 відділеннями, побуткомбінат, 6 бібліотек загальною кількістю 134 тис. одиниць зберігання, районний будинок культури на 385 місць, селищні клуби, 6 стаціонарних кіноустановок і 4 музеї.

### Незалежна Україна

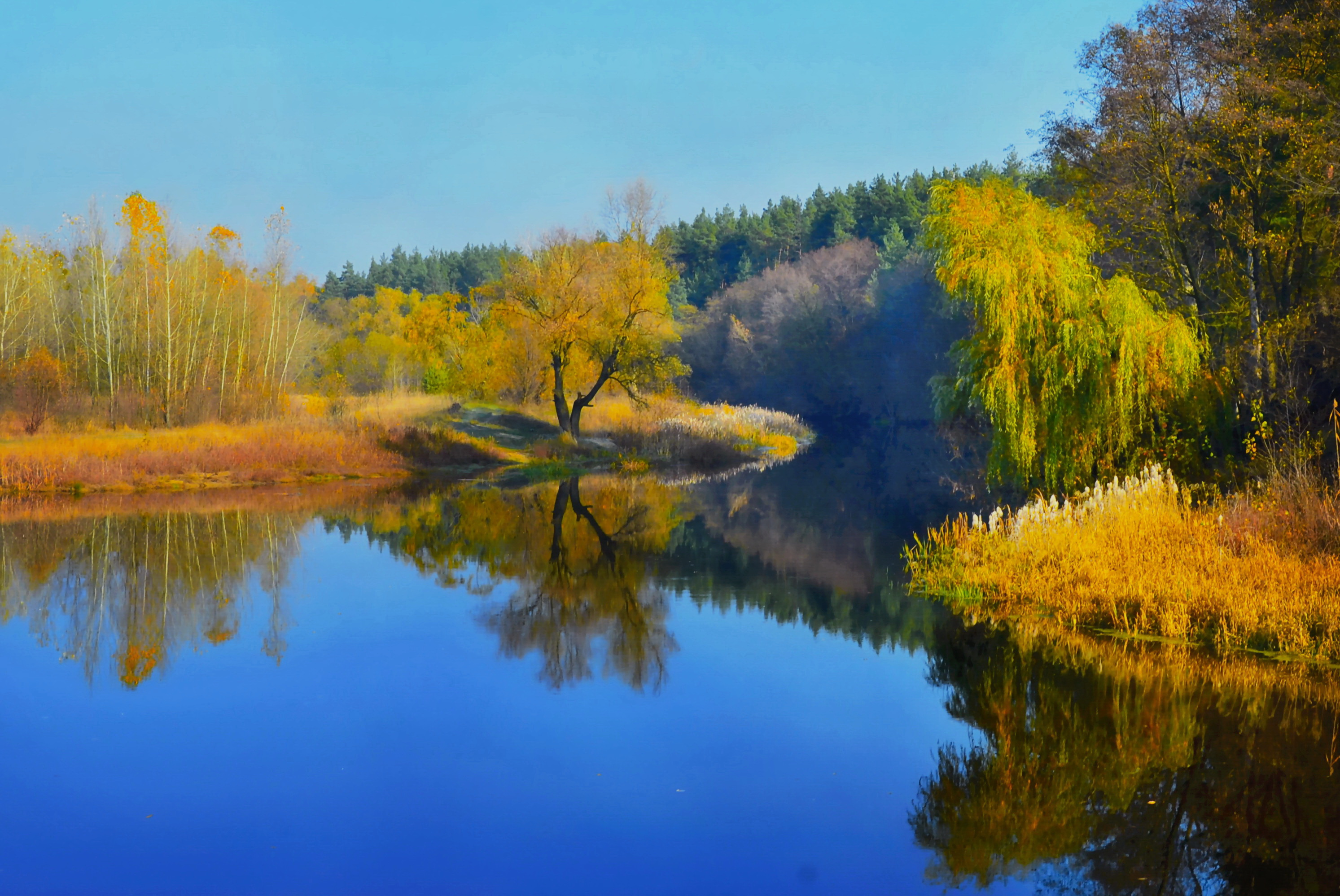
Осінь на околицях Котельви

Зі здобуттям незалежності Україною 24 серпня 1991 року на подальшому референдумі 1 грудня 1991 року котелевці однозначно виступили за незалежність своєї держави.
Попри складні економічно 1990-ті, в Котельві в цілому вдалося зберегти соціальну інфраструктуру, частково промисловий потенціал. Як і в більшості районів Полтавщини, економіка Котельви і району є нині (2000-ні) аграрно орієнтованою.
12 червня 2020 року, відповідно до розпорядження Кабінету Міністрів України № 721-р «Про визначення адміністративних центрів та затвердження територій територіальних громад Полтавської області», селище увійшло до складу Котелевської селищної громади.
19 липня 2020 року, в результаті адміністративно - територіальної реформи та ліквідації  Котелевського району, селище увійшло до складу новоутвореного Полтавського району.

## Населення

### Чисельність
| 1939     | 1959     | 1970     | 1979     | 1989     | 2001     | 2003     |
| -------- | -------- | -------- | -------- | -------- | -------- | -------- |
| 13 551   | ▼ 11 984 | ▬ 11 945 | ▲ 12 029 | ▲ 12 943 | ▼ 12 667 | ▼ 12 632 |
| 2004     | 2005     | 2006     | 2007     | 2008     | 2009     | 2010     |
| ▼ 12 573 | ▼ 12 509 | ▬ 12 495 | ▼ 12 452 | ▲ 12 495 | ▬ 12 504 | ▼ 12 472 |
| 2011     | 2012     | 2013     | 2014     | 2015     | 2016     | 2017     |
| ▼ 12 427 | ▲ 12 459 | ▲ 12 486 | ▼ 12 389 | ▬ 12 388 | ▬ 12 387 | ▼ 12 323 |
| 2018     | 2019     | 2020     | 2021     | 2022     |          |          |
| ▼ 12 244 | ▼ 12 122 | ▼ 11 992 | ▼ 11 883 | ▼ 11 778 |          |          |

### Мова
Розподіл населення за рідною мовою за даними перепису 2001 року:
| Мова            | Кількість | Відсоток |
| --------------- | --------- | -------- |
| українська      | 12352     | 97.57%   |
| російська       | 273       | 2.16%    |
| білоруська      | 22        | 0.17%    |
| вірменська      | 8         | 0.06%    |
| румунська       | 2         | 0.02%    |
| інші/не вказали | 3         | 0.02%    |
| Усього          | 12660     | 100%     |

## Економіка: промисловість і транспорт
Серед працюючих підприємств Котельви станом на кінець 2000-х років:
1. СВК «Батьківщина», вул. Калантаївська, 97;
2. ТОВ «Агрофірма „МАЯК“ (підрозділ), вул. Полтавський Шлях, 320;
3. ВАТ „Агротехніка“, вул. Покровська, 8.

З півночі на південь селище перетинає автомагістраль Суми—Полтава. У центрі Котельви функціонує автостанція. Автобусним сполученням селище пов'язане з сусідніми райцентрами і обласним центром Полтавою.

## Природоохоронні об'єкти
- Дубове (заказник)
- Барвінкова гора (пам'ятка природи)
- Зіньківщина (заповідне урочище)
- Колода (заповідне урочище)
- Ковпаківський лісопарк

## Освіта
У Котельві працює 4 школи (3 повні і 1 неповна) та одне ПТУ.
Котелевські школи:
- Котелевська гімназія № 1 імені С. А. Ковпака (вул. Калантаївська, 1);
- Котелевська ЗОШ № 2 І-ІІІ ступенів (вул. Маяковського, 90);
- Котелевська ЗОШ № 4 І-ІІІ ступенів (вул. Полтавський Шлях, 288);
- Котелевська ЗОШ № 7 І ступеня (вул. Полтавський Шлях, 73).

У Котельві працює дитяча музична школа.
На початку 1990-х років на базі Котелевського філіалу Зіньківського СПТУ-41 відкрито окреме Котелевське ПТУ № 54 (вул. Покровська, 9).

## Культура, ЗМІ, відпочинок, спорт
Культурна сфера у Котельві представлена клубними закладами, бібліотеками і декількома музеями, у селищі діють народні аматорські музичні колективи.
У Котельві розташовані Котелевський районний (вул. Полтавський Шлях, 207) і селищний (вул. Калантаївська) будинки культури.
Котелевські бібліотеки:
1. Котелевська ЦРБ (вул. Покровська, 30);
2. Котелевська районна бібліотека для дітей (пр. Миру, 10);
3. Котелевська № 1 селищна бібліотека (вул. Миколаївська, 14);
4. Котелевська № 3 селищна бібліотека (вул. Короленка, 1).

Селищні музеї:
1. Котелевський народний музей двічі Героя Радянського Союзу С. А. Ковпака (вул. Калантаївська, 1);
2. Котелевський музей етнографії (вул. Полтавський Шлях, 194);
3. Котелевський народний музей історії СВК «Батьківщина» (вул. Калантаївська, 98).

У Котельві працює ряд творчих колективів:
- Народний колектив «Козаки з Батьківщини» (створений у 1994 році);
- Зразковий ансамбль «Мрія» дитячої музичної школи (створений у 2003 році);
- Народний хор «Оксамит» (створений у 1980 році);
- Народний хор «Осінні барви» (заснований 19 лютого 2002 року).

Котелевська районна газета — тижневик «Народна трибуна».
Улюбленим місцем відпочинку котелевців є розташований на обох берегах річки Ворскли Ковпаківський лісопарк, який є пам'яткою садово-паркового мистецтва державного значення з 1975 року. (Див. також Дуб Сковороди в Котельві).
Традиційними у 2-й половині 2000-х років стали щорічні змагання з конкуру (долання вершниками перешкод) на Кубок імені С. А. Ковпака, що відбуваються зазвичай у рамках святкових заходів до Дня молоді та Дня Конституції у червні на стадіоні Котелевської гімназії — спортсмени (переважно з Полтавщини) виборюють призи у різних вправах і номінаціях.

## Пам'ятка, пам'ятники і архітектура

Пам'ятник Миколі Гнідичу

Головною історико-архітектурною пам'яткою Котельви є Свято-Троїцька церква (1812), що являє собою взірець містечкового неокласицизму.
Біля церкви, на території школи пам'ятник поетові і перекладачу М. І. Гнедичу (1784—1833) — відкритий у 1987 році, автори — скульптор В. Сичов, архітектор І. Гургенов.
Через перехрестя розташований пам'ятник двічі Герою Радянського Союзу Сидору Ковпаку (1948, скульптор Кирило Діденко, архітектор О. Колесніченко), найрозкішніший з монументів, установлених на „малих батьківщинах“ Двічі Героїв СРСР.
Далі по вулиці — пам'ятник воїнам, які загинули, визволяючи Котельву від німецьких загарбників, що зображає молоду жінку в українській вишиванці, хустка спала з голови, у руці букет квітів, погляд журливий.
Також є пам'ятні знаки ліквідаторам Чорнобильської аварії та Воїнам-інтернаціоналістам, встановлені вже за незалежності України.
Архітектура Котельви є традиційною для Полтавського краю — „поряд з приватними будинками є двоповерхові будинки радянських часів із сучасними пластиковими вікнами та п'ятиповерхові забудови 1980-х років; над вікнами одноповерхових будинків різні візерунки (пташки, квіточки тощо); сучасні будиночки — це або євродах, або примітивна геометрія“.

## Нематеріальна культурна спадщина
Традиція  випікання та дарування різдвяних пряників Котельви в 2025 році занесено до списку нематеріальної культурної спадщини України під номером 114н.к.с. (Наказ від 16.07.2025 № 588) як «Традиція випікання та дарування обрядових різдвяних пряників на Слобожанщині ". Цей елемент НКС України занесено до списку елементів, що потребують термінової охорони.

## Персоналії
Уродженцями Котельви є:
- Артюшенко Юрій Митрофанович — військовий і громадсько-політичний діяч УНР, журналіст.
- Йосип Доценко — політик, громадський активіст, меценат
- Володимир Бурлюк — художник-експериментатор, один із основоположників футуризму.
- Людмила Бурлюк-Кузнецова — живописець.
- Микола Бурлюк — поет-футурист, художник.
- Василь Вербицький — співак.
- Павло Волик — народний художник України.
- Сидір Ковпак  — керівник партизанських загонів в Україні, двічі Герой Радянського Союзу.[35].
- Іван Крючко — художник-пейзажист.
- Аполлон Матушинський — художній критик.
- Іван Міллер — український історик.
- Дмитро Міллер — український історик, краєзнавець, белетрист.
- Василь Перебийніс — доктор економічних наук, професор.
- Антон Пишняк — волонтер, поет.
- Петро Рогуля — іконописець й портретист 18 століття.
- Яків Салашний — Герой Соціалістичної Праці.
- Олексій Сливицький — письменник, педагог.
- Юрій Фоменко (1986) — український футболіст, нападник.
- Валерій Сторожик — радянський і російський актор театру, кіно та дубляжу. Заслужений артист Російської Федерації.
- Таран Ольга Олександрівна (1987—2022) — старший солдат збройних сил України, учасник російсько-української війни.